# 内核

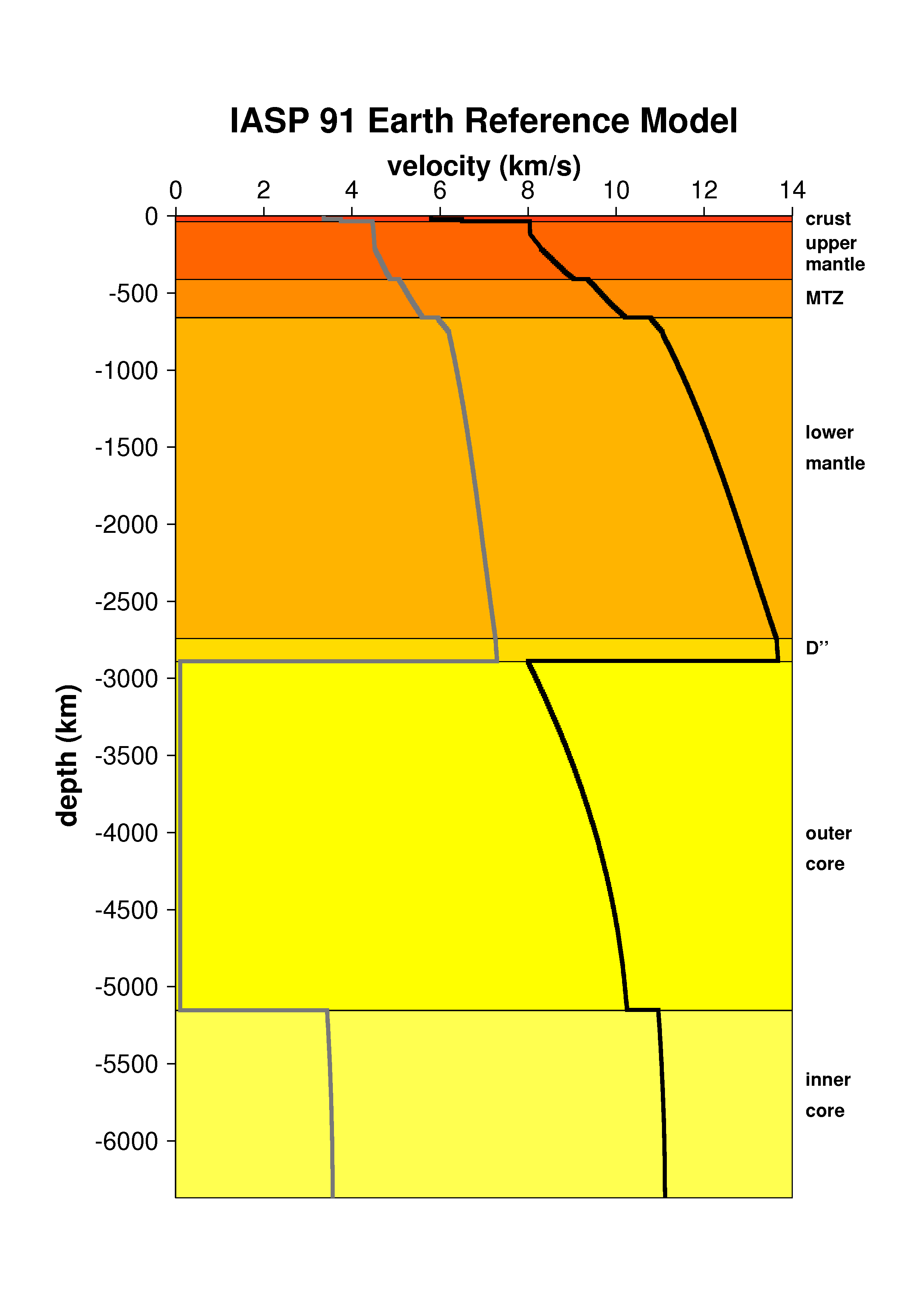
地球内部における地震波の伝播速度の違い（IASP91モデル）。地下2,900キロメートル (km) 及び5,100 km付近で伝播速度が急激に変化している。

- 1.地殻
- 2.マントル
- 3a(6).外核
- 3b(7).内核
- 4.リソスフェア
- 5.アセノスフェア

内核（ないかく、英: inner core）とは、地球の内部の層の一つ。

## 概要
核のうち、中心に近いものを言う。地球の中心部を占め、地下およそ5,100キロメートル (km) から6,400 kmに位置し、固体であると考えられている。
内核は、地球の中心にある半径約3,500 kmの核のうち、中心の半径約1,200 kmの部分である。地球の最深部であるため構造は良くわかっていないが、鉄やニッケルなどからなる固体であり、不均質で球対称ではないと推測されている。内核の温度は5,000ケルビン (K) から6,000 Kと推定されるが、この様な高温にもかかわらず圧力が360ギガパスカル (GPa) 以上と極めて高いため、鉄が固体として存在していると見られているキロメートル (km)。内核は外核の冷却によって鉄が固化し落下してできたもので、現在も成長中であると考えられている。
内核は独立して回転していると考えられているが、詳細は分かっていない。
地球内部の構造は掘削して調べることは不可能なため、地球内部における地震波の伝播速度のデータから数理モデルを構築する手法によって推定されている。地震波の伝播速度は地下2,900 km及び5,100 km付近で急激に変化しており、内部構造の違いを表していると推測される。このことは、1936年にデンマークの地震学者インゲ・レーマンが発見したため、内核と外核の境界面はレーマン不連続面と呼ばれている。なお、地震波にはP波とS波があるが、このうちS波は液体内を伝わらないので、地下2,900 kmから5,100 km（外核）は液体で、地下5,100 km以上（内核）は固体であると考えられている。
外核が液体であるため、探査機を沈降させる構想もある。